# ناکاتونبتسو، هوکایدو
ناکاتونبتسو، هوکایدو (به لاتین: Nakatonbetsu, Hokkaido) یک منطقهٔ مسکونی در ژاپن است که در Sōya Subprefecture واقع شده‌است. ناکاتونبتسو  ۱٬۹۹۷ نفر جمعیت دارد.